# Levín (okres Litoměřice)
Levín (německy Lewin, či též Leben) je městys v okrese Litoměřice v Ústeckém kraji. Žije v něm 159 obyvatel. Leží ve východní části Českého středohoří pod vrcholem Sedlo, nad údolím Loubního potoka. Obcí probíhá okresní silnice z Úštěka do Verneřic a silnice z Muckova do Velkého Března. Dominantou obce je zvonice na zalesněném pahorku a na náměstí kostel ve tvaru rotundy.
Městečko bylo jedním z nejvýznamnějších středisek keramické výroby nejen v Čechách, ale i ve střední Evropě. Od 15. století je spojeno s hrnčířskou tradicí, keramika se zde vyráběla nepřetržitě 600 let.
Levín leží v turisticky i historicky zajímavé oblasti asi 6 km od městečka Úštěk.
Městys Levín má nejméně obyvatel ze všech českých městysů.

## Historie

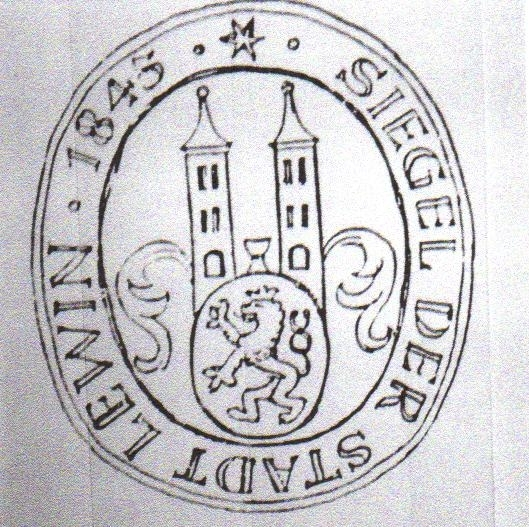
Pečeť městečka Levína (Lewin) po roce 1845

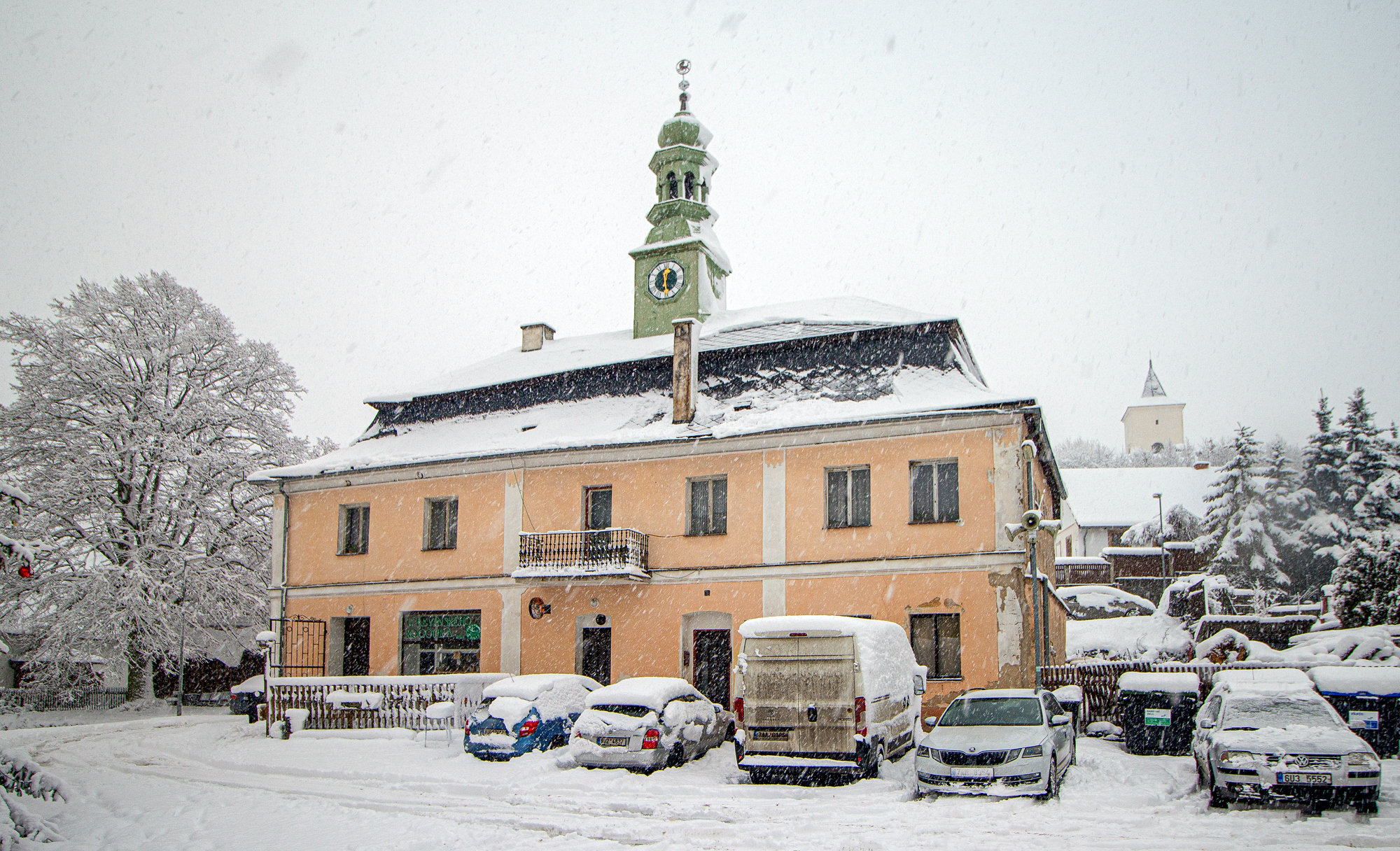
Budova bývalé radnice

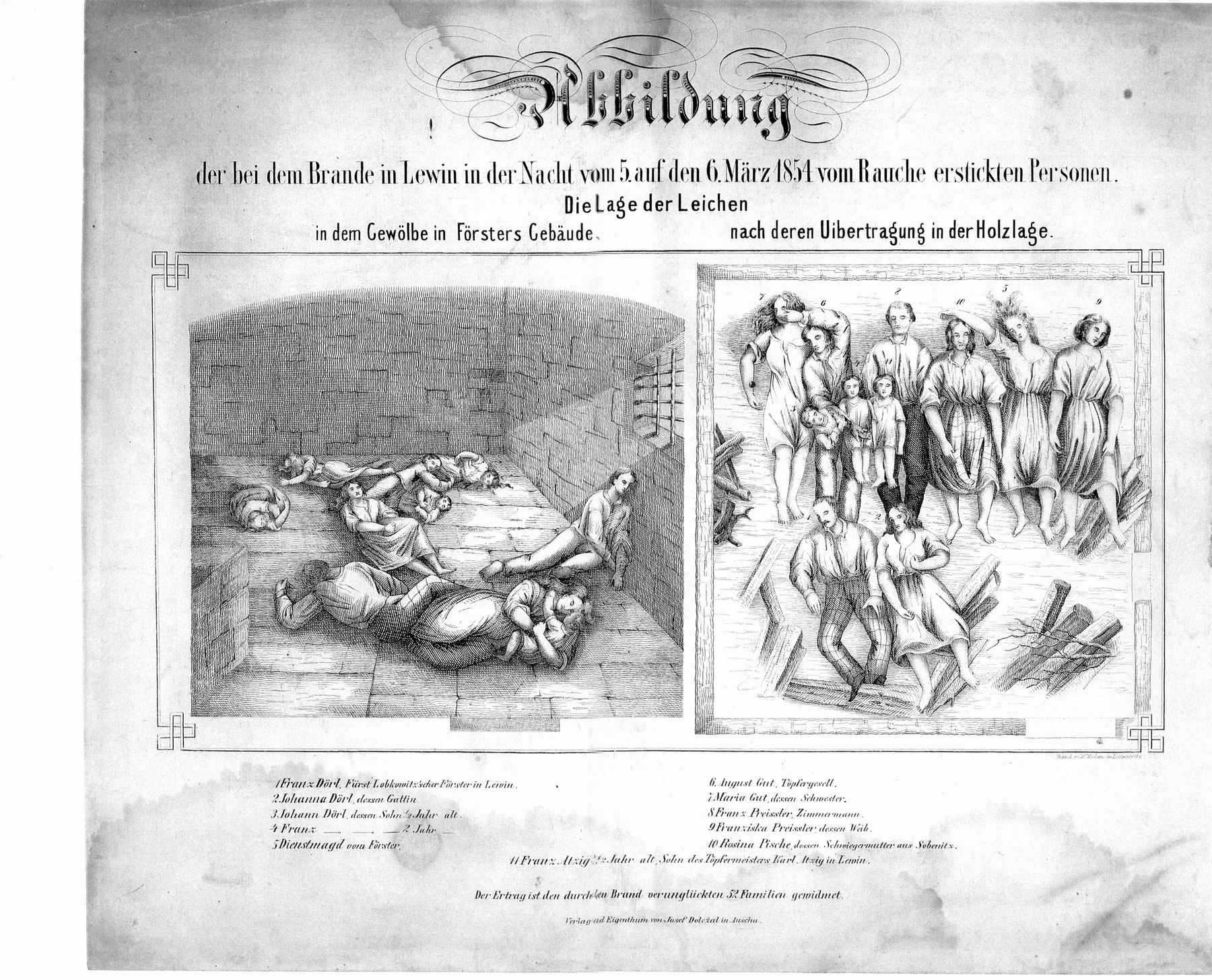
Kresba obětí požáru v noci z 5. na 6. března 1854 v hrnčířské dílně Atzig.

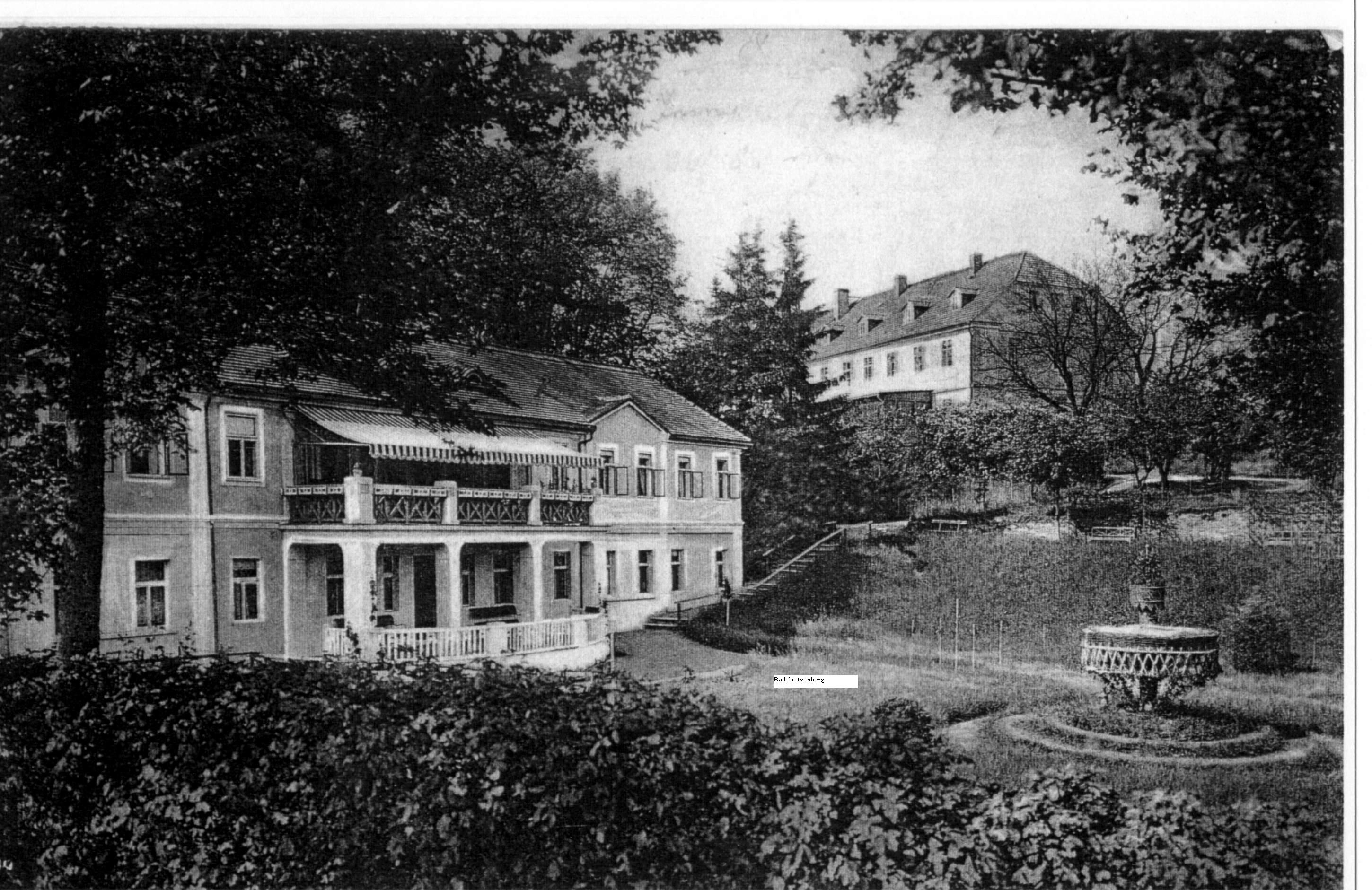
Lázně Jeleč

První písemná zmínka o vesnici pochází z roku 1352, byla však pravděpodobně založena mnohem dříve, neboť již od poloviny 13. století stával na kopci nad náměstím středověký hrad, ale informace kdy a kým byl vystavěn se nedochovaly. Je zde zmiňováno také sídlo římskokatolické farnosti Levín. Mezi nejstarší známé držitele patřili páni z Michalovic, sídlem jejich panství se ale záhy stal Úštěk. Hrad po sto letech existence, kolem poloviny 14.  století zanikl. Na jeho místě byla roku 1699 vystavěna barokní zvonice.
V 15. století patřila obec Berkům z Dubé, počátkem 16. století se stala majetkem Vartenberků. Původní znak měl ve zlatém štítě obraz sv. Václava. Později se objevila ve znaku městská ozubená zeď s dvěma věžemi a s českým lvem uprostřed.
Levín získal v polovině 16. století, kdy zde žilo ještě české obyvatelstvo, status "městečka". Rozvoj obce byl spojen s hrnčířskou výrobou a nastal v druhé polovině 17.  století, v té době zde začala převládat němčina. V roce 1791 zasáhl obec požár, který poničil několik hrnčíren a část kostela.

## Urbanismus
V Levíně se nachází památky městské i venkovské architektury. Po rozsáhlém požáru roku 1791 byly místo dřevěných domů postaveny zděné budovy v klasicistním nebo barokním stylu a ty změnily podobu městečka i jeho centrum. Dochovalo se zde i několik dřevěných roubených chalup, postavených v 18. a 19. století. Z hradu postaveného ve 13. století zbyly jen pozůstatky zdí.

## Levínská keramika
Dílny hrnčířů zde vznikaly ve 14. století kolem ložiska jílu, které se nacházelo v místě náměstí. Ve 14. a 15. století se vyráběla neglazovaná keramika, kterou zdobil červený dekor. Pro levínskou keramiku 17. a 18. století je charakteristická bílá engoba na červenohnědém střepu s průhlednou glazurou.
Největší rozmach hrnčířství zaznamenal Levín v 18. a 19. století. Hrnčířské výrobky byly zdobeny např. motivy květin, ptáčků, zvířat nebo postav. Od středověku se zde také vyráběly kachle. Další rozvoj hrnčířské výroby utlumil již zmiňovaný požár Levína, ale i vyčerpání zdrojů jílu v druhé polovině 19. století. Po roce 1850 se vyráběla užitková kamenina. Dílnám také začala konkurovat tovární výroba a tak postupně zanikaly. V roce 1930 se pracovalo v šesti hrnčírnách, během druhé světové války byly v provozu pouze dvě.

### Dům čp. 10
Dům čp. 10 se zachoval jako poslední levínská hrnčírna. Kolem roku 1650 zde byla selská usedlost. Následně zde pracovalo několik hrnčířských rodů: od roku 1660 to byl Jiří Arlet, Jan a Jan Václav Šarchan mezi lety 1706 až 1736, Jan a Kajetán Raudničkovi v letech 1772 až 1807. Po požáru města byla hrnčírna přestavěna. Na přelomu 19. století byly provedeny další stavební úpravy a následně rekonstrukce na keramickou školu. Ta však nebyla uvedena do provozu.
Po válce zde pracoval keramik a malíř Zdislav Hercík asi do roku 1956. Působili zde také sochaři Štefan Malatinec a Miloš Zet nebo architekt Jiří Lasovský. V 70. letech se vlastníkem objektu stalo družstvo invalidů INVA. Pro družstvo zde vyráběli keramici a manželé Milada a Ivan Břešťanovi dřevem pálenou kameninu, když původní muflovou pec na uhlí přestavěli na pec na dřevo. Po krátkém působení Jana Sládka a Pavla Oktábce v hrnčírně, koupil dům v roce 1985 sochař Milan Žofka, který zde měl pracovat přes třicet let. V roce 2016 koupila dům keramička Magdaléna Brožová. Ta v Levíně pracuje od roku 2018. I v druhé polovině 21. století je hrnčírna využívána k tvorbě keramiků, pořádají se zde sympozia a jarmarky.

## Obyvatelstvo
Při sčítání lidu v roce 1921 zde žilo 431 obyvatel (z toho 202 mužů), z nichž bylo 22 Čechoslováků, 402 Němců a sedm cizinců. Kromě 22 evangelíků a jednoho člena nezjišťovaných církví byli římskými katolíky. Podle sčítání lidu z roku 1930 měla vesnice 423 obyvatel: 37 Čechoslováků, 375 Němců a jedenáct cizinců. Až na deset evangelíků, dva členy církve československé a dva lidi bez vyznání se hlásili k římskokatolické církvi.
K Levínu patří osada Hradec, ve které v roce 1921 zde žilo 61 obyvatel (z toho 26 mužů) německé národnosti, z nichž bylo 59 katolíků a dva evangelíci. Podle sčítání lidu z roku 1930 měla vesnice 54 obyvatel německé národnosti. Kromě jednoho evangelíka se ostatní hlásili k římskokatolické církvi.
| | 1869  | 1880  | 1890 | 1900 | 1910 | 1921 | 1930 | 1950 | 1961 | 1970 | 1980 | 1991 | 2001 | 2011 |
| --- | ----- | ----- | ---- | ---- | ---- | ---- | ---- | ---- | ---- | ---- | ---- | ---- | ---- | ---- |
| Obyvatelé | 1 098 | 1 028 | 965  | 850  | 789  | 745  | 743  | 269  | 244  | 188  | 115  | 73   | 81   | 99   |
| Domy | 185   | 189   | 188  | 180  | 176  | 169  | 165  | 152  | 77   | 53   | 36   | 83   | 82   | 90   |
| Tabulka zahrnuje údaje osad Bukovina, Hradec a Muckov. Data z roku 1961 zahrnují domy místní části Horní Vysoké. |       |       |      |      |      |      |      |      |      |      |      |      |      |      |

## Části obce
- Levín (k. ú. Levín u Litoměřic, Dolní Vysoké II a Muckov)
- Horní Vysoké (k. ú. Levín u Litoměřic)
- Jelečské Lázně (Geltschberg)

Od 10. října 2006 byl obci vrácen status městyse.

## Doprava
Do roku 1978 zde byla v provozu železniční trať Velké Březno – Lovečkovice – Verneřice/Úštěk s dřívějším označením trati 7k. Tři roky před zrušením tratě využili filmaři zastávku v Levíně při natáčení filmu Páni kluci.

## Pamětihodnosti
- Zřícenina hradu Levín ze druhé poloviny 13. století. Jižně od středu obce je návrší (450 m) byla ze pozůstatků hradu Levína v roce 1699 postavena zvonice. Z bývalé farní zahrady je široký výhled na České středohoří až do Polomené hory. Zarostlé zbytky zdiva starého hradu Na úbočí hory byly odkryty v roce 1878 při vykopávkách provedených Josefem von Schrollem.
- Kostel Povýšení svatého Kříže na návsi ve středu obce. Byl vystavěn na místě kostela z doby před husitskými válkami. Po požáru města byla nápadná kruhová budova v roce 1798 přestavěna.[17] Uvnitř se kromě hlavy Krista od Viléma Kandlera nachází také záhadná středověká kamenná deska z 12. nebo 13. století s reliéfem lva s osmi písmeny.
- Radnice na návsi z roku 1793
- Mauzoleum Josefa Schrolla. Poblíž vrcholu hory Hrádek (též Hradec, Hradsko, či Ratzke/ner, Ratzkenberg apod., 442,5 m) se nachází rodinná hrobka šlechticů von Schroll z Liběšic z roku 1881. Budova byla postavena podle plánů architekta Ludwiga Zettla ve starořeckém stylu. Z hory je výhled přes úštěcké údolí na Říp, Milešovku a Ronov. Předpokládá se, že na jeho vrcholu je rané kultovní místo; Je obehnán částečně obehnané čtyři metry vysokou zdí ze zeminy a znělce.
- Lázně Jeleč (Bad Geltschberg), na přelomu 19. a 20. století byly vyhledávaným lázeňským střediskem s léčebnými prameny bohatými na železo.

## Osobnosti
- Johann Josef Leitenberger (1730 v Levíně - 1802, Verneřice) úspěšný podnikatel v oboru barvení textilu a kartonů.[18]
- Ignaz Leitenberger (1731 - 15. ledna 1809 v Levíně), syn mistra barvířského v Levíně Franze Leitenbergera a bratr Johanna Josefa Leitenbergera, jezuita, 1753 až 1768 misionář v ekvádorském Quitu.
- Franz Stadler (1760, Levín – asi 1804, Praha nebo Vídeň), hudebník vídeňského Dvorního divadla.[19]